# Pityranthe
Pityranthe  es un género monotípico de árboles de la familia Malvaceae, cuya única especie es ahora Pityranthe trichosperma tras ser fusionada Pityranthe verrucosa Thw. con otro género monotípico: Hainania trichosperma en la última revisión de la familia Malvaceae.